# Пилип Вікстід
Пилип Вікстід (англ. Philip Wicksteed, 25 жовтня 1844, м. Лідс — †18 березня 1927, м. Беркшир, Велика Британія) — британський економіст, літературний критик і теолог.

## Походження
Пилип народився 25 жовтня 1844 року в родині священнослужителя отця Чарльза Вікстіда (1810—1885) та його дружини Джейн (1814—1902), і був названий на честь його далекого предка, Філіпа Генрі (1631—1696), священнослужителя-нонконформіста і письменника, який писав у манері ведення щоденників.
Його батько був священнослужителем у тій самій традиції англійського дисидентства. Його мати народилася в сім'ї Луптон, соціально прогресивній, політично активній династії бізнесменів і торговців, що давно оселилася в Лідсі, місті, яке одночасно процвітало і убожіло в часи стрімкого розгортання промислової революції. У 1835 році Вікстід прийняв служіння в уніатській каплиці Мілл-Гілл, розташованій на центральній площі міста, а через два роки пара одружилася. У 1841 році його сестра Елізабет вийшла заміж за брата Джейн, Артура (1819—1867), також уніатського священика; дядько Артур був, згідно з сімейною історією, «Ахіллесом Лідської асоціації повного виборчого права», тобто трагічним чемпіоном у боротьбі за загальне виборче право; див. Чартизм і Генрі Вінсент для отримання додаткової інформації про CSA. Одним з їхніх дітей, троюрідний брат Пилипа, був член парламенту і гірничий інженер Арнольд Люптон. Джейн описували як непрактичну, але здібну (малювала, писала, декламувала вірші тощо), а обох братів і сестер Вікстідів — як «унітаріанців з енергійним розумом і гострим інтелектом».
Пилип був одним з дев'яти дітей, включаючи Джанет, яка написала, в якості місіс Льюїс, мемуари про своїх батьків; (Джозефа) Гартлі, президента Інституту інженерів-механіків; і Чарльза, також інженера. Однією з його племінниць була Мері Сіселі Вікстід, яка вийшла заміж за видатного австралійського хірурга сера Гібберта Алана Стівена Ньютона (1887—1949 рр.)

## Освіта
Він відвідував середню школу в Рітіні в Північному Уельсі, потім середню школу при Університетському коледжі Лондона в Лондоні.
Вікстід здобув освіту в Університетському коледжі Лондона та Манчестерському Новому коледжі, семінарії для нонконформістських священнослужителів. У 1867 році він отримав ступінь магістра із золотою медаллю з класичної літератури. Слідом за батьком, який того ж року перейшов на уніатське служіння, Вікстид розпочав надзвичайно широке коло наукових та богословських досліджень.
Його богословські та етичні праці тривали ще довго після того, як він залишив кафедру (у 1897 році), і, схоже, стали відправною точкою для багатьох інших сфер його наукових досліджень. Серед них — його інтерес до Данте, який не лише спричинив появу значної кількості публікацій, але й створив Вікстеду репутацію одного з найвидатніших медієвістів свого часу. Натхненний прочитанням книги Генрі Джорджа «Прогрес і бідність» 1879 року, теологічний інтерес Вікстіда до етики сучасного суспільства, схоже, привів його до економічних досліджень.
Вікстід був священником Унітаріанської церкви спочатку в Таунтоні, у Сомерсеті в 1867—1869 роках, потім у Дукінфілде, на сході від Манчестера в 1870—1874 роках, і в Літтле Портленд Стріт Чепел, у Лондоні в 1874—1897 роках. 1897 року полишає священство і починає займатися письменницькою і викладацькою працею. У 1887—1918 роках Вікстід був найактивнішим університетським лектором. Він читав різнопланові курси, присвячені Вордсворту, Данте, грецькій трагедії, Аристотелю і Фомі Аквінському, а також курс економічної теорії. Вікстід читав лекції з економіки в Лондонському університеті. 1883 року заснував Союз щодо земельної реформи, з метою підтримки якої в 1883—1885 роках він їздив із циклом лекцій по Англії і Шотландії. Був членом Фабіанського товариства. 1891 року став членом-засновником руху «Трудова Церква», був членом Економічного клубу, з якого була утворена Британська економічна асоціація, а потім реорганізована в Королівську економічну спільноту.

## Внесок у науку
Відомі його роботи з математичного обґрунтування розподілу і аналізу існуючої економічної системи. Чарльз Кобб і Пол Дуглас у роботі «Теорія виробництва» 1928 року зазначають, що Вікстід уперше сформулював функцію Кобба-Дугласа в своєму трактаті «Твори на тему координації законів розподілу» 1894 року.